# Videme
Videme är en ort i Mexiko.   Den ligger i kommunen Tapilula och delstaten Chiapas, i den sydöstra delen av landet, 700 km öster om huvudstaden Mexico City. Videme ligger 1 038 meter över havet och antalet invånare är 108.
Terrängen runt Videme är kuperad söderut, men norrut är den bergig. Runt Videme är det ganska tätbefolkat, med 72 invånare per kvadratkilometer. Närmaste större samhälle är Pueblo Nuevo Jolistahuacan, 14,3 km sydost om Videme. I omgivningarna runt Videme växer i huvudsak städsegrön lövskog.